# Henry Baker (prirodoslovec)
Henry Baker, angleški prirodoslovec, * 8. maj 1698, London, † 25. november 1774.

## Priznanja

### Nagrade
- Copleyjeva medalja (1774)